# Григонис, Марюс
Марюс Григонис (лит. Marius Grigonis; род. 26 апреля 1994, Каунас, Литва) — литовский профессиональный баскетболист, играющий на позиции атакующего защитника и лёгкого форварда.

## Карьера
В сезоне 2013/2014 Григонис выступал за «Пеньяс Уэска» на правах аренды.
С 2014 по 2016 годы Григонис был игроком «Манресы».
В августе 2016 года Григонис перешёл в «Иберостар Тенерифе». В составе испанской команды Мариус стал победителем Лиги чемпионов ФИБА и был признан «Самым ценным игроком «Финала четырёх» турнира.
В июле 2017 года Григонис подписал 3-летний контракт с «Альбой». В 16 матчах Еврокубка статистика Мариуса составила 11,6 очка, 3,1 подбора и 2,6 передачи.
В июле 2018 года Григонис вернулся в «Жальгирис».
В октябре 2020 года Григонис был признан «Самым ценным игроком» Евролиги по итогам месяца. В 6 матчах Мариус набирал в среднем 15,5 очка, 2,8 передачи и 16,2 балла за эффективность действий.

## Сборная Литвы
Григонис выступал на юношеских турнирах за сборную Литвы в возрастных категориях до 16, 18, 19 и 20 лет. В 2012 году Мариус серебряным призёром чемпионата Европы (до 18 лет) и был включён в символическую пятёрку турнира.
В 2014 году Йонас Казлаускас включил Григониса в предварительный список кандидатов из 24 игроков в национальную сборную Литвы.

## Достижения

### Клубные
- Победитель Лиги чемпионов ФИБА: 2016/2017
- Обладатель Суперкубка Единой лиги ВТБ: 2021
- Чемпион Литвы (3): 2018/2019, 2019/2020, 2020/2021
- Обладатель Кубка короля Миндаугаса (2): 2020, 2021

### Сборная Литвы
- Бронзовый призёр чемпионата мира (до 19 лет): 2013
- Серебряный призёр чемпионата Европы (до 18 лет): 2012
- Серебряный призёр чемпионата Европы (до 16 лет): 2010